# Жакіянов Жанат Ескендирули
Жакія́нов Жана́т Ескендирули́ (каз. Жакиянов Жанат Ескендирулы; нар. 4 листопада 1983, Благовіщенка, Жамбильський район, Північноказахстанська область, Казахстан) — казахський професійний боксер, чемпіон світу за версіями WBA(Super) (2017) та IBO (2017) в легшій вазі.

## Професіональна кар'єра
Дебютував на професійному рингу 2007 року.
З 2013 року тренувався у колишнього чемпіона світу Ріккі Гаттона.
2014 року завоював титул чемпіона Європи за версією EBU в легшій вазі.
Навесні 2015 року завоював вакантний титул інтернаціонального чемпіона за версією WBA, а 7 листопада 2015 року в бою проти колумбійця Йонфренса Парехо завоював титул «тимчасового» чемпіона за версією WBA.
10 лютого 2017 року Жакіянов переміг американця Роші Воррена розділеним рішенням і завоював звання чемпіона світу за версіями WBA(Super) (2017) та IBO (2017) в легшій вазі.
21 жовтня 2017 року відбувся об'єднавчий бій між чемпіоном WBA(Super) Жанатом Жакіяновим і чемпіоном IBF Раяном Барнетом. Барнет здобув перемогу одностайним рішенням — 118—110, 119—109 і 116—112, об'єднавши титули.
Після бою з Барнетом Жакіянов вирішив завершити кар'єру.